# Badumna exilis
Badumna exilis är en spindelart som beskrevs av Tord Tamerlan Teodor Thorell 1890. Badumna exilis ingår i släktet Badumna och familjen Desidae. Inga underarter finns listade.